# Michael Silva (actor)
Michael Silva Díaz (Antofagasta, 18 de febrero de 1987) es un actor chileno que alcanzó relevancia por su interpretación de Jorge González en Sudamerican Rockers (2014), serie que narra la historia de la banda Los Prisioneros, también por el papel de uno de los asesinos de Daniel Zamudio en la serie Zamudio: Perdidos en la noche. y por último, sú papel en Hijos del Desierto (2023) donde interpreta a "Negro".
En el cine debutó con El Cristo ciego de Christopher Murray, película que formó parte de la Selección Oficial del Festival de Cine de Venecia 2016.

## Biografía
Michael Silva nació en Antofagasta.

## Filmografía
| Cine | Cine                   | Cine        | Cine                    |
| Año  | Cine                   | Rol         | Director                |
| ---- | ---------------------- | ----------- | ----------------------- |
| 2016 | El Cristo ciego        | Michael     | Christopher Murray      |
| 2016 | Neruda                 | Álvaro Jara | Pablo Larraín           |
| 2018 | Tarde para morir joven | Raúl        | Dominga Sotomayor       |
| 2018 | Medea                  | Jasón       | Alejandro Moreno Jashés |
| 2019 | Zahorí                 | Manuel      | Marí Alessandrini       |
| 2020 | Inmersión              | Walter      | Nicolás Postiglione     |
| 2023 | Oro Amargo             | Humberto    | Juan Pablo Olea         |
| 2024 | Juicio a los brujos    | Curuman     | Jorge Olguín            |
| 2025 | Salón de actos         | Sísifo      | Alejandro Moreno Jashés |

| Series    | Series                                                         | Series                           | Series                             |
| Año       | Series                                                         | Rol                              | Director                           |
| --------- | -------------------------------------------------------------- | -------------------------------- | ---------------------------------- |
| 2014      | Sudamerican Rockers                                            | Jorge González                   | Jordi Bachs                        |
| 2015      | Zamudio                                                        | Ariel Andrade (Alejandro Angulo) | Juan Ignacio Sabatini              |
| 2016      | Bala loca                                                      | Joel Medina                      | Gabriel Díaz y Oscar Godoy         |
| 2017-2021 | 62: Historia de un mundial                                     | Sergio Navarro                   | Rodrigo Sepúlveda                  |
| 2017      | 12 días que estremecieron Chile (e. "Atentado a Jaime Guzmán") | Rodrigo Rubilar                  | Juan Ignacio Sabatini              |
| 2017      | Neruda, la serie                                               | Álvaro Jara                      | Pablo Larraín                      |
| 2018      | Grandes pillos                                                 | Patricio Castro                  | Sebastián Araya                    |
| 2018      | Una historia necesaria                                         | Flavio Oyarzún                   | Hernán Caffiero                    |
| 2020      | Migrantes                                                      | Juan Quispe                      | Harold Avilés                      |
| 2020      | Inés del alma mía                                              | Blanes                           | Nicolás Acuña y Alejandro Bazzano  |
| 2022-2023 | Hijos del desierto                                             | Víctor Pacheco "El Negro"        | Patricio González                  |
| 2023      | La sangre del Camaleón                                         | José Ramírez                     | Daniel Uribe                       |
| 2023      | La Cacería II                                                  | El padre                         | Juan Ignacio Sabatini              |
| 2025      | Bio Bio                                                        | Altamirano                       | Fernando Guzzoni y Pepa San Martín |
| 2025      | La casa de los espíritus                                       | Hombre refugiado                 | Francisca Alegría y Andrés Wood    |
| 2025      | Marte                                                          | Fermín                           | Víctor Vidangosi                   |